# Astrit Hafizi
Astrit Hafizi (ur. 15 września 1953 w Szkodrze) – albański pianista, następnie tancerz, piłkarz i trener piłkarski, w latach 1997–1999 selekcjoner reprezentacji Albanii.

## Życiorys
Przed rozpoczęciem kariery piłkarskiej Astrit Hafizi zajmował się grą na pianinie. Wziął udział w programie Dance with me, pracował także jako wykładowca na Instytucie Kultury Fizycznej im. Vojo Kushiego w Tiranie.
W listopadzie 1987 roku albańskie władze komunistyczne zawiesiły Hafiziego w pełnieniu funkcji trenera klubu KF Vllaznia na okres dwóch lat za udział w ucieczce dwóch zawodników tegoż klubu (Lulëzima Bërshemiego i Arvida Hoxhy) po rozegranym w Atenach meczu z fińskim Rovaniemen Palloseura w ramach Pucharu Zdobywców Pucharów. W latach 1997–1999 pełnił funkcję selekcjonera reprezentacji Albanii.

## Życie prywatne
Ma ciotkę Kristinę.